# エドゥアルド・テウス
テウスことエドゥアルド・テウス・ロペス＝ナバーロ（スペイン語: Eduardo Teus López-Navarro, 1896年11月6日 - 1958年10月8日）は、スペイン領東インド（現在のフィリピン）・マニラ出身のサッカー選手・サッカー指導者・ジャーナリスト。スペイン系フィリピン人である。
選手時代のポジションはゴールキーパー。レアル・マドリード（在籍時の名称はマドリードFC）でプレーし、現役引退後にはスポーツジャーナリストとなり、フランコ体制下のスペインの1941年から1942年にスペイン代表監督を務めた。政治思想的にはフランコ政権と親和性の強い極右である。

## 経歴

### 選手時代

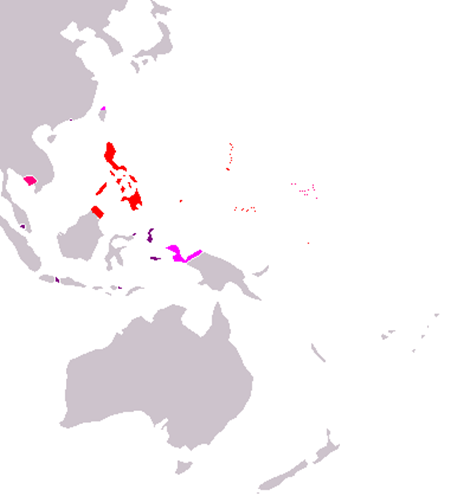
テウスが生まれたスペイン領東インド

テウスは1896年11月7日にスペイン領東インドの政庁所在地であるマニラに生まれた。なお、前日の1896年11月6日にはパウリノ・アルカンタラが生まれている。イングランドに短期間留学した後、17歳だった1913年にスペインの強豪サッカークラブであるマドリードFC（後にレアル・マドリードに改称）に加入し、1918年まで所属した。当初はミッドフィールダーやフォワードとしてプレーすることもあったが、結局はゴールキーパーに落ち着いた。勇敢かつ積極的なキーパーであり、大胆にゴールを離れて相手のチャンスの芽を摘むことを好んだ。
1916年にはトップチームに上り詰め、それから計3シーズントップチームでプレーした。チームメイトにはサンティアゴ・ベルナベウ、レネ・ペティト、アルベルト・マチンバレーナ、エウロヒオ・アラングレンなどがいた。1917年のコパ・デル・レイでは、準決勝でFCバルセロナを、決勝でアスレティック・ビルバオを破って優勝した。テウス在籍時のマドリードFCは、リーガ・エスパニョーラ創設以前のスペインにおいて、コパ・デル・レイで1回、地域リーグで6回優勝した。テウスとアルカンタラはコパ・デル・レイ準決勝で2度対戦している。一度目の対戦には1-2で敗れたが、二度目の対戦には4-2で勝利した。テウスにとって最終シーズンとなった1918年のコパ・デル・レイでは、決勝でレアル・ウニオンに敗れて準優勝となった。この試合の数日後に深刻な負傷に見舞われ、現役引退を余儀なくされた。

### ジャーナリスト・指導者時代
選手生活からの引退後にはスポーツジャーナリストとなった。1920年にベルギーで開催されたアントワープオリンピックはエル・インパルシアル紙の記者として観戦している。
1943年6月6日に行われたコパ・デル・ヘネラリッシモ準決勝では、FCバルセロナとレアル・マドリードの対戦が実現し、バルセロナでのファーストレグはFCバルセロナが3-0で勝利した。この試合後、マドリードで発刊されているジャ紙において、テウスは「ラス・コーツスに集まったバルセロニスタは、終始レアル・マドリの選手に対し罵声と侮辱的な言葉を投げかけた。それは明らかにスペインを代表するクラブに対する侮辱行為でもあった」「あの試合の審判は、明らかにバルサよりの判定をしていた」と書いた。セカンドレグ前には警察がFCバルセロナの選手に対して脅迫を行い、セカンドレグはレアル・マドリードが11-1で勝利した。この試合後にテウスはジャ紙に「レアル・マドリの歴史上における最大にして最も偉大な勝利であった」と書いた。
フランコ体制下のスペインの1941年から1942年には、スペイン代表監督を務め、6試合を指揮して3勝2分1敗の成績を残した。1958年10月8日、ビルバオのエスタディオ・サン・マメスの記者席で試合を観戦中に心臓発作を起こして死去した。

## リーガでプレーしたフィリピン人選手

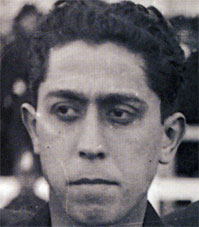
テウスと同じ年に生まれたアルカンタラ

フィリピンは300年以上もスペインの植民地であり、アメリカの植民地となってバスケットボールにその地位を譲る前は、サッカーが最も人気のあるスポーツだった。パウリノ・アルカンタラはスペイン領東インドのイロイロに生まれ、1912年から1927年までスペインのFCバルセロナでプレーした。攻撃的選手だったアルカンタラはフィリピンのスポーツ史上最高の選手とみなされている。
テウスとアルカンタラ以外にも、何人かのフィリピン人選手がリーガ・エスパニョーラでプレーしている。レアル・マドリードに所属したフィリピン人選手にはテウス、カイモ(Kaimo)の2人がおり、FCバルセロナに所属したフィリピン人選手にはアルカンタラ、マヌエル・アメチャスーラ、フアン・ガルチトレーナの3人がいる。リーガ・エスパニョーラでプレーした他のフィリピン人選手には、レアル・サラゴサでプレーしたフリオ・ウリアルテ、レアル・サラゴサやアトレティコ・マドリードやジムナスティック・タラゴナでプレーしたグレゴリオ・アメストイ、レアル・ソシエダやアトレティコ・マドリードでプレーしたマリレーニョ・マルセリーノ・ガリティアンズ(Manileño Marcelino Galatians)、アスレティック・ビルバオでプレーしたイグナシオ・ララウリ(Ignacio Larrauri)などがいる。